# Tribunal de Comptes d'Eslovènia
El Tribunal de Comptes d'Eslovènia (en eslovè: Računsko sodišče Republike Slovenije) és l'òrgan suprem de la supervisió dels comptes de l'estat, el pressupost de l'estat i tota la despesa pública a Eslovènia. La Constitució d'Eslovènia disposa a més que el Tribunal de Comptes és independent en l'exercici de les seues funcions i està blindat per la Constitució i la llei. La Llei del Tribunal de Comptes també defineix que les lleis amb les quals Tribunal de Comptes exerceix aquests poders d'auditoria no poden ser impugnades davant els tribunals o altres òrgans de l'estat.